# 砂央里
砂央里（さおり、1982年3月27日 - ）は、日本のファッションモデル。
東京都出身。ブルーミングエージェンシー所属。

## 来歴・人物
- 14歳のとき、佐藤えつこに憧れて小学館のファッション誌「プチセブン」のモデルオーディションに合格してモデルデビューを果たした[1]。約6年プチセブンのカバーガールを務めた後、女性ファッション誌「with」「Oggi」「JJ」など多数の雑誌にモデルとして登場する。
- 26歳でモデル業を休業し、のちにオーストラリアへ留学する。
- 2009年5月25日付けのブログで、オフィシャルブログの休止を宣言する。後に、別のブログを立ち上げオーストラリアでの生活を綴っている。
- 弟が2人いる[2]。弟の1人はプロバスケットボール選手の落合知也。

## 出演

### 雑誌
- プチセブン
- CanCam
- Oggi
- with
- JJ
- smart
- sweet
- ar
- 美人百花
- WWD
- mina

### CM・広告
- ぺんてる
- KOSE
- Socie
- Edwin
- Levi's
- au
- ワンデーアキビュー

### TV
- 王様のブランチ（TBS、2001年10月～2002年6月）
- 恋するハニカミ!（TBS、2006年3月3日・3月10日）
- 私的チャイナビ（TBS、2006年6月）

### ラジオ
- FASCINO TIME
- プラットフォーム・プレゼンツ プレラジ（FM横浜）DJ

### 舞台
- キノピオー